# Nati nel 1772
| Questa pagina contiene informazioni ricavate automaticamente dalle voci biografiche con l'ausilio del template Bio e di un bot. L'aggiornamento è periodico e automatico e ricostruisce completamente la pagina. Se manca una persona in questa lista, sei pregato di non aggiungerla, ma accertati piuttosto che la sua voce biografica contenga il template Bio e che i dati anagrafici siano correttamente compilati. Se il template Bio manca, inseriscilo tu stesso o, in alternativa, metti l'avviso {{tmp\|Bio}} che ne segnala la mancanza. Se i dati riportati sono sbagliati, correggi direttamente la voce biografica; le modifiche saranno visibili in questa lista entro pochi giorni. Per chiarimenti vedi il progetto biografie. La lista contiene solo le 235 persone che sono citate nell'enciclopedia e per le quali è stato implementato correttamente il template Bio. Pagina aggiornata al 2 ago 2025. |

## Gennaio(19)
- 1º gennaio - Pancrace Bessa, pittore, incisore e illustratore francese († 1835)
- 1º gennaio - Costantino Munari, patriota italiano († 1837)
- 1º gennaio - Giovanni Muzi, arcivescovo cattolico italiano († 1849)
- 1º gennaio - Giuseppe Verani, pittore italiano († 1853)
- 3 gennaio - Ferdinando Visconti, militare, geografo e cartografo italiano († 1847)
- 4 gennaio - Paul-Louis Courier, scrittore e grecista francese († 1825)
- 4 gennaio - Caesar Augustus Rodney, politico statunitense († 1824)
- 4 gennaio - Anton Friedrich Justus Thibaut, giurista tedesco († 1840)
- 5 gennaio - Alexander Molinari, pittore tedesco († 1831)
- 6 gennaio - Giuseppe Maria Bozzi, vescovo cattolico italiano († 1833)
- 8 gennaio - Franz von Scholl, ufficiale e ingegnere tedesco († 1838)
- 12 gennaio - Michail Michajlovič Speranskij, politico russo († 1839)
- 15 gennaio - Marie-Victoire Jaquotot, pittrice francese († 1855)
- 16 gennaio - Antonio Angelo Cavanis, presbitero e educatore italiano († 1858)
- 21 gennaio - Luigia Pallavicini, nobildonna italiana († 1841)
- 24 gennaio - Luigi Matteucci, giurista, magistrato e politico italiano († 1841)
- 29 gennaio - Legh Richmond, religioso e scrittore inglese († 1827)
- 29 gennaio - François Watrin, generale francese († 1802)
- 31 gennaio - Giordano de Bianchi Dottula, letterato e politico italiano († 1846)

## Febbraio(23)
- 2 febbraio - Ferdinand Esslair, attore teatrale e regista austriaco († 1840)
- 3 febbraio - Jean-Étienne Dominique Esquirol, psichiatra e scienziato francese († 1840)
- 3 febbraio - Pierre Claude Pajol, generale francese († 1844)
- 3 febbraio - Andrea Vaccà Berlinghieri, chirurgo italiano († 1826)
- 6 febbraio - George Murray, generale britannico († 1846)
- 7 febbraio - Miguel Ricardo de Álava, militare e politico spagnolo († 1843)
- 9 febbraio - Frans Michael Franzén, scrittore svedese († 1847)
- 10 febbraio - Basileo Giovanni Pasquale Addone, avvocato, rivoluzionario e politico italiano († 1845)
- 13 febbraio - Pierre-Jean-Baptiste Constant de Suzannet, generale francese († 1815)
- 13 febbraio - Ludovico Tevoli, arcivescovo cattolico italiano († 1856)
- 14 febbraio - Vincenzo Riolo, pittore italiano († 1837)
- 15 febbraio - Johann Heinrich van Ess, teologo e biblista tedesco († 1847)
- 16 febbraio - Friedrich Gilly, architetto tedesco († 1800)
- 17 febbraio - Angelo Pezzana, storico, bibliotecario e filologo italiano († 1862)
- 18 febbraio - Gian Battista Brocchi, geologo italiano († 1826)
- 19 febbraio - Juan Bautista Azopardo, corsaro e militare maltese († 1848)
- 20 febbraio - Isaac Chauncey, militare statunitense († 1840)
- 21 febbraio - Antoine Louis Popon de Maucune, militare francese († 1824)
- 21 febbraio - Luigi Sabatelli, pittore e incisore italiano († 1850)
- 24 febbraio - William Harris Crawford, politico statunitense († 1834)
- 24 febbraio - Bernardino Dalponte, italiano († 1860)
- 26 febbraio - Gerhard von Kügelgen, pittore tedesco († 1820)
- 27 febbraio - Pier Francesco Brunaccini, arcivescovo cattolico italiano († 1850)

## Marzo(10)
- 2 marzo - Francesco de Filos, scrittore e rivoluzionario italiano († 1864)
- 3 marzo - Bartolomeo Bortolazzi, compositore e mandolinista italiano
- 10 marzo - Friedrich Schlegel, filosofo tedesco († 1829)
- 17 marzo - Charles Victoire Emmanuel Leclerc, generale francese († 1802)
- 18 marzo - Alexandre Edme, barone di Méchin, politico francese († 1849)
- 20 marzo - Johann Abraham Albers, medico tedesco († 1821)
- 20 marzo - Carlo Emanuele Sardagna de Hohenstein, arcivescovo cattolico italiano († 1840)
- 22 marzo - Jean-François Bautte, orologiaio e gioielliere svizzero († 1837)
- 29 marzo - Domenico Narni Mancinelli, arcivescovo cattolico italiano († 1848)
- 30 marzo - Tommaso Antonio Gigli, vescovo cattolico italiano († 1865)

## Aprile(21)
- 2 aprile - John Abercromby, politico e militare britannico († 1817)
- 4 aprile - Nachman di Breslov, teologo e rabbino ucraino († 1810)
- 5 aprile - Auguste Étienne Marie Gourlez de Lamotte, generale francese († 1836)
- 6 aprile - Ippolito Zibibbi, militare italiano († 1845)
- 7 aprile - Charles Fourier, filosofo francese († 1837)
- 7 aprile - Michele Amatore Lobetti, vescovo cattolico italiano († 1840)
- 9 aprile - John Brabazon, X conte di Meath, nobile irlandese († 1851)
- 11 aprile - Manuel José Quintana, scrittore spagnolo († 1857)
- 15 aprile - Francis Charteris, VIII conte di Wemyss, nobile scozzese († 1853)
- 15 aprile - Étienne Geoffroy Saint-Hilaire, zoologo francese († 1844)
- 16 aprile - Rudolph Joseph von Colloredo-Mansfeld, politico e nobile austriaco († 1843)
- 18 aprile - David Ricardo, economista britannico († 1823)
- 19 aprile - Luisa Isabella di Kirchberg, nobile († 1827)
- 19 aprile - Therese von Artner, scrittrice austriaca († 1829)
- 21 aprile - Guillaume Latrille de Lorencez, generale francese († 1855)
- 21 aprile - Semën Filippovič Mavrin, politico russo († 1855)
- 21 aprile - Antonio Niccolini, architetto e decoratore italiano († 1850)
- 22 aprile - George Cockburn, ammiraglio britannico († 1853)
- 28 aprile - John Lambert, generale britannico († 1847)
- 28 aprile - Friedrich Majer, storico e orientalista tedesco († 1818)
- 30 aprile - Karl Gustav Himly, chirurgo e oculista tedesco († 1837)

## Maggio(14)
- 1º maggio - Galbraith Lowry Cole, generale e politico britannico († 1842)
- 2 maggio - Novalis, poeta, teologo e filosofo tedesco († 1801)
- 4 maggio - Friedrich Arnold Brockhaus, editore tedesco († 1823)
- 9 maggio - Julien Auguste Joseph Mermet, generale francese († 1837)
- 12 maggio - Heinrich Menu von Minutoli, militare, esploratore e archeologo svizzero († 1846)
- 14 maggio - William Keppel, IV conte di Albemarle, nobile e politico inglese († 1849)
- 18 maggio - Carl von Brühl, regista teatrale tedesco († 1837)
- 20 maggio - William Congreve, inventore inglese († 1828)
- 21 maggio - Jean-René Guitter detto Saint-Martin, ufficiale francese († 1832)
- 22 maggio - Ram Mohan Roy, filosofo e religioso indiano († 1833)
- 23 maggio - Henry Beresford, II marchese di Waterford, politico irlandese († 1826)
- 23 maggio - Giorgio Gallesio, dirigente pubblico e botanico italiano († 1839)
- 24 maggio - Charles Montagu-Scott, IV duca di Buccleuch, politico scozzese († 1819)
- 24 maggio - Adèle de Bellegarde, nobildonna francese († 1830)

## Giugno(15)
- 3 giugno - Vittorino Amoretti, incisore e tipografo italiano († 1845)
- 3 giugno - Jacques Draparnaud, naturalista e botanico francese († 1804)
- 3 giugno - Henry Herbert, II conte di Carnarvon, nobile, politico e militare britannico († 1833)
- 6 giugno - Maria Teresa di Borbone-Due Sicilie, imperatrice († 1807)
- 7 giugno - Valeriano Luigi Brera, medico e patologo italiano († 1840)
- 7 giugno - Pavel Aleksandrovič Stroganov, nobile e ufficiale russo († 1817)
- 8 giugno - Robert Stevenson, ingegnere scozzese († 1850)
- 11 giugno - Emanuele De Deo, patriota italiano († 1794)
- 12 giugno - Thomas Baring, II baronetto, politico e banchiere inglese († 1848)
- 12 giugno - Franz Cramer, violinista e direttore d'orchestra inglese († 1848)
- 13 giugno - Giuseppe Renda, pittore italiano († 1805)
- 14 giugno - Gustaf Johan Billberg, botanico, zoologo e anatomista svedese († 1844)
- 17 giugno - Martin Schrettinger, bibliotecario tedesco († 1851)
- 19 giugno - Sophie Trébuchet, nobile francese († 1821)
- 28 giugno - Karl Wilhelm Becker, numismatico, bibliotecario e mercante tedesco († 1830)

## Luglio(13)
- 3 luglio - Enrico Carlo di Württemberg, duca († 1838)
- 11 luglio - Pietro Carlo Guglielmi, compositore italiano († 1817)
- 11 luglio - Domenico Ronconi, tenore italiano († 1839)
- 13 luglio - Carl Friedrich Hampe, pittore e disegnatore tedesco († 1848)
- 21 luglio - Alexis-François Artaud de Montor, storico, diplomatico e traduttore francese († 1849)
- 22 luglio - Luigi Giannone, patriota italiano († 1867)
- 23 luglio - Anna Fux, soprano e pianista austriaco († 1852)
- 25 luglio - Jacopo Landoni, letterato italiano († 1855)
- 26 luglio - David Boyle, politico scozzese († 1853)
- 26 luglio - Matteo Marzi, fantino italiano († 1808)
- 27 luglio - Vincenzo Campanari, archeologo e poeta italiano († 1840)
- 29 luglio - Domenico Viviani, naturalista italiano († 1840)
- 30 luglio - Ignaz zu Hardegg, generale e politico austriaco († 1848)

## Agosto(10)
- 2 agosto - Luigi Antonio di Borbone-Condé, nobile francese († 1804)
- 3 agosto - Howell Cobb, politico statunitense († 1818)
- 6 agosto - André Jean François Marie Brochant de Villiers, mineralogista francese († 1840)
- 11 agosto - Eduard Joseph d'Alton, naturalista tedesco († 1840)
- 11 agosto - Rowland Hill, I visconte Hill, generale e nobile britannico († 1842)
- 14 agosto - Alessandro Leopoldo d'Asburgo-Lorena, nobile italiano († 1795)
- 15 agosto - Johann Nepomuk Mälzel, inventore, ingegnere e showman tedesco († 1838)
- 16 agosto - Élisabeth Le Bas, rivoluzionaria francese († 1859)
- 18 agosto - Filippo Garretti di Ferrere, generale italiano († 1851)
- 30 agosto - Henri de La Rochejaquelein, generale francese († 1794)

## Settembre(21)
- 2 settembre - Jean Massieu, insegnante francese († 1846)
- 3 settembre - Nicola Tacchinardi, violoncellista e tenore italiano († 1859)
- 6 settembre - Lodewijk van Heiden, ammiraglio olandese († 1850)
- 8 settembre - Manuel Lisa, esploratore spagnolo († 1820)
- 14 settembre - Floriano Caldani, anatomista italiano († 1836)
- 14 settembre - Joseph Alois Gleich, drammaturgo e letterato austriaco († 1841)
- 14 settembre - Francesco Chiaffredo Marini, funzionario italiano († 1839)
- 15 settembre - Giuseppe Bertini, medico italiano († 1845)
- 16 settembre - Giovanni Battista Bottaini, imprenditore, funzionario e politico italiano († 1840)
- 19 settembre - Felisberto Caldeira Brant, militare e diplomatico brasiliano († 1842)
- 19 settembre - Matteo Fraccacreta, storico e poeta italiano († 1857)
- 19 settembre - Vicente López y Portaña, pittore spagnolo († 1850)
- 20 settembre - Aleksandr Michajlovič Golicyn, politico russo († 1821)
- 24 settembre - Frédéric François Guillaume de Vaudoncourt, generale e scrittore francese († 1845)
- 25 settembre - Fath Ali Shah, sovrano persiano († 1834)
- 25 settembre - Enrico di Stolberg-Wernigerode, nobile tedesco († 1854)
- 27 settembre - Antonio Casimir Cartellieri, compositore tedesco († 1807)
- 27 settembre - Gordon Drummond, militare e politico canadese († 1854)
- 27 settembre - Martha Jefferson Randolph, first lady statunitense († 1836)
- 28 settembre - Wenzel Aloys Stütz, scrittore e medico tedesco († 1806)
- 30 settembre - Gennaro Serra di Cassano, patriota italiano († 1799)

## Ottobre(19)
- 3 ottobre - Claude-Étienne Michel, generale francese († 1815)
- 9 ottobre - Rufane Shaw Donkin, politico, militare e nobile britannico († 1841)
- 10 ottobre - Domenico Rossetti, letterato italiano († 1816)
- 12 ottobre - Carlo Francesco Bassi, architetto italiano († 1840)
- 12 ottobre - Luigi Zamboni, patriota italiano († 1795)
- 13 ottobre - Pietro Buratti, poeta italiano († 1832)
- 15 ottobre - Paul-Thérèse-David d'Astros, cardinale e arcivescovo cattolico francese († 1851)
- 18 ottobre - Jacques-Joseph Oudet, militare francese († 1809)
- 20 ottobre - Johann Heinrich Ferdinand von Autenrieth, medico tedesco († 1835)
- 21 ottobre - Alexandre-Étienne Choron, musicologo e pedagogista francese († 1834)
- 21 ottobre - Samuel Taylor Coleridge, poeta, critico letterario e filosofo britannico († 1834)
- 21 ottobre - Claude Fauriel, storico, linguista e critico letterario francese († 1844)
- 22 ottobre - Ettore Romagnoli, compositore italiano († 1838)
- 23 ottobre - Francesco Inghirami, archeologo, incisore e disegnatore italiano († 1846)
- 23 ottobre - Carlo Zen, arcivescovo cattolico e diplomatico italiano († 1825)
- 25 ottobre - Victoire de Donnissan de La Rochejaquelein, nobile e scrittrice francese († 1857)
- 25 ottobre - Géraud Duroc, militare francese († 1813)
- 26 ottobre - Georges Duval, drammaturgo francese († 1853)
- 29 ottobre - Jean Henri Jaume Saint-Hilaire, naturalista francese († 1845)

## Novembre(15)
- 2 novembre - Giovanni Ladislao Pyrker, patriarca cattolico e scrittore ungherese († 1847)
- 4 novembre - François-Frédéric Lemot, scultore francese († 1827)
- 5 novembre - Francesco Barberini, VI principe di Palestrina, principe, militare e politico italiano († 1853)
- 8 novembre - William Wirt, politico statunitense († 1834)
- 14 novembre - Carlo Maffei di Boglio, generale e politico italiano († 1854)
- 15 novembre - Antonio Diedo, architetto italiano († 1847)
- 17 novembre - Giorgio Doria Pamphilj Landi, cardinale italiano († 1837)
- 17 novembre - Marc-Antoine Madeleine Désaugiers, poeta, compositore e drammaturgo francese († 1827)
- 17 novembre - Horace Sébastiani, nobile, generale e diplomatico francese († 1851)
- 18 novembre - Luigi Ferdinando di Prussia, generale prussiano († 1806)
- 22 novembre - Francesco Lomonaco, patriota, scrittore e filosofo italiano († 1810)
- 23 novembre - Augusto di Sassonia-Gotha-Altenburg, sovrano e scrittore († 1822)
- 27 novembre - Guillaume-Charles Rousseau, generale francese († 1834)
- 28 novembre - Johann Gottfried Jakob Hermann, filologo classico e metricista tedesco († 1848)
- 28 novembre - Luke Howard, chimico, farmacista e meteorologo inglese († 1864)

## Dicembre(14)
- 5 dicembre - Anna Ivanovna Barjatinskaja, nobildonna russa († 1825)
- 6 dicembre - Giuseppe Barbaroux, avvocato italiano († 1843)
- 6 dicembre - Henry Francis Cary, letterato e traduttore inglese († 1844)
- 8 dicembre - Joseph Franz Maximilian von Lobkowicz, nobile e mecenate ceco († 1816)
- 14 dicembre - Giovanni Giuseppe Cappellari, vescovo cattolico e teologo italiano († 1860)
- 16 dicembre - William Henry Cabell, politico statunitense († 1853)
- 17 dicembre - François Broussais, medico francese († 1838)
- 26 dicembre - Anna Fiorilli Pellandi, attrice teatrale italiana († 1841)
- 26 dicembre - Georges Alexis Mocquery, generale, politico e nobile francese († 1847)
- 26 dicembre - Giovan Battista Vinci, ingegnere italiano († 1834)
- 27 dicembre - Jean-Joseph Allemand, presbitero francese († 1836)
- 27 dicembre - Benjamin Williams Crowninshield, politico statunitense († 1851)
- 29 dicembre - Giovanni Biroli, medico, botanico e docente italiano († 1825)
- 31 dicembre - Armand-Louis-Amélie Millet de Villeneuve, militare francese († 1840)

## Senza giorno specificato(41)
- Jaber I Al-Sabah, sovrano kuwaitiano († 1859)
- Francesco Ballanti Graziani, decoratore italiano († 1847)
- Serafino Belli, architetto e matematico italiano († 1831)
- Tapoa I, re († 1812)
- Vincent Yves Boutin, militare francese († 1815)
- John Byng, I conte di Strafford, generale britannico († 1860)
- Antoine-Laurent Castellan, pittore, architetto e incisore francese († 1838)
- Athanasios Christopoulos, poeta greco († 1847)
- Jonas Collett, politico norvegese († 1851)
- Louis-Philippe Crépin, pittore francese († 1851)
- Giuseppe De Marini, attore teatrale italiano († 1829)
- Cyrill Demian, organaro austriaco († 1847)
- Giuseppe Di Brocchetti, generale e politico italiano († 1845)
- Vincenzo d'Escamard, generale italiano († 1833)
- Salvatore Fabbrichesi, attore teatrale italiano († 1827)
- Arthur Farquhar, ufficiale scozzese († 1843)
- Carl Friedrich von Gaertner, botanico tedesco († 1850)
- Joseph-Marie de Gérando, filosofo francese († 1842)
- Colquhoun Grant, generale britannico († 1835)
- Salomone II d'Imerezia, re († 1815)
- Jean-Baptiste Juvigny, economista francese († 1836)
- Peter Mikhailovič Kaptzevič, generale russo († 1840)
- Agostino Jacob Landré-Beauvais, chirurgo francese († 1840)
- Giovanni Liverati, tenore e direttore d'orchestra italiano († 1846)
- Melezio III di Costantinopoli, arcivescovo ortodosso greco († 1845)
- Silvio Moretti, patriota italiano († 1832)
- Giuseppe Mosca, compositore italiano († 1839)
- Marianne Müller, soprano e attrice teatrale tedesca († 1851)
- Joseph Cornelius O'Rourke, generale russo († 1849)
- Zahar Dmitrievič Olsuf'ev, generale russo († 1835)
- Aleksandr Ivanovič Osterman-Tolstoj, ufficiale russo († 1857)
- Pietro Paganini, medico italiano († 1839)
- Jean-Marie Pardessus, giurista francese († 1853)
- John Rebecca, architetto inglese († 1847)
- Guillaume-Honoré Roques, politico francese († 1825)
- Jacques Bins, conte di Saint-Victor, poeta, saggista e librettista francese († 1858)
- Jacob Sarratt, scacchista inglese († 1819)
- Carl Johan Schönherr, entomologo svedese († 1848)
- Ekaterina Vasil'evna Torsukova, nobildonna russa († 1842)
- Giuseppe Veneziani, presbitero e matematico italiano († 1853)
- Emmanuel Xánthos, rivoluzionario greco († 1852)